# Longitarsus melanicus
Longitarsus melanicus es un coleóptero de la familia Chrysomelidae. La especie fue descrita científicamente en 1999 por Biondi.